# Modern Warships
Modern Warships（モダンウォーシップ、略称:MW）はArtstorm FZEが開発した、艦艇による海戦を扱ったオンライン海戦シューティングゲームである。

## 概要
現代海戦を題材としており、プレイヤーは任意の艦艇や艦載機を操作することでプレイを行う。
5対5の最大10人でのオンラインマルチプレイが可能であるほか、AIとの戦闘が可能なオフラインプレイなど、多様な遊び方が提供されている。
戦闘によって得られるゲーム内通貨を使用して武装や艦艇の購入や強化などのカスタムを行い、プレイする。

## ゲームシステム

### オンラインマッチ
世界中のプレイヤーとインターネットを介しての対戦ができる。1マッチの試合時間は10分。通常は5対5でチームごとの敵艦の撃破数を競う。ステージは13種類存在し、その中からランダムで決定される。戦隊機能によって最大5人での協力プレイも可能。マッチしたプレイヤー数が10人以下の際は不足分の人数はBotが割り当てられる。

### オフラインマッチ
10分の試合時間で敵のボットチームと対戦する。5対5のチームでルールはオンラインマッチと同様である。ステージもオンラインマッチと同じ13種から任意で決めることができる。

### 艦載機
ゲーム内には戦闘機、攻撃機、爆撃機、無人航空機、ヘリコプターなどの航空機ユニットだけでなく最近では無人艇も存在し、プレイヤーが自由に操縦することができる。

### ティア
ゲームのバランスを保つため、それぞれの艦艇・武装は「ティア」によってT1,T2,T3の3段階に分けられている。購入できる各艦艇・武装は、プレイヤーのレベルが上がるに連れてティアごとに順次アンロックされる。ただし、ログインボーナスや課金システム、バトルパスなどで入手した場合は規定のレベルに達していなくても使用することが出来る。

### 艦船の改造
艦艇に搭載される武装は固定武装以外はプレイヤーが自由に変更することが可能。レベル15からはティアの異なる武装を搭載することも可能だが、その場合艦艇と武装のどちらか高い方のティアの戦場で戦うことになる。ただし体力は低ティア帯のままである。
艦船や装備した武装はアップグレードポイントというアイテムを使用して強化することができる。強化は体力増強や再装填、レーダー範囲などの強化を行うことができる。アップグレードポイントは稀に出るパックやゲーム内通貨のドルでの購入、クエスト缶浪時の報酬などで得ることができる。

## プレイヤー間交流
他プレイヤーとフレンドとなり個人間チャットを行える。フレンド同士以外でも2～5人のプレイヤーで戦隊を組み、同じチームとしてオンラインマッチに参加したり、公共チャットを利用できる。チャットは各言語チャット、グローバルチャット、個人間チャット等に分けられる。メッセージチャットやボイスチャットはVIVOX社のサービスを使用している。また、プレイヤー同士のゲーム内コミュニティとして「クラン」を作成し、クランメンバー限定チャットルームなども作成できる。世界共通と各言語のDiscordサーバーも存在する。

### モデレーター
運営チームに所属し、チャットルール違反の対処、規約違反者の報告、ゲームシステムの改善などの要望の収集、伝達を委任された者。
各国に担当者がおり、日本担当モデレーターは4名(2025/02/16現在)。

## 称号
称号とは、トーナメントで優勝した者や特定の職についている者(モデレーターや公認クリエイター)、イベント報酬として与えられる特別な称号。英雄と伝説,その他イベント報酬の称号が存在する。英雄になると限定装備,スキンが、伝説になると限定装備と限定艦艇がアンロックされ、使用することができる。

## トーナメント
公式Discordサーバーもしくは日本公式Discordサーバーで開催されている公認トーナメント,個人開催トーナメント。また、ダメージ,キル数トーナメントがある。ダメージ,キル数トーナメントでの称号は現在獲得不可である。

## 武器の種類

### 防空
いわゆるCIWSや個艦防空ミサイル。レーザー武器、機関砲、ミサイル、またはそれらの複合などがある。このゲームにおいては、前述のCIWSの現実の働き同様、接近するミサイルや敵機を攻撃する。

### 艦砲
水上の艦艇に攻撃できる。また、航空機に対しても攻撃できる両用砲も存在する。艦砲にはレールガン、速射砲、榴弾砲、散弾砲等がある。艦によっては主砲を多数搭載できるものがあり、戦場での主武装の一つである。

### 自動艦砲
射程内に入った敵艦艇に対し自動で攻撃を行う。名称は艦砲となっているが、実際には機関砲や擲弾砲（グレネードランチャー）レールガン、ミサイルである。また、艦艇以外にもミサイルや、航空機を攻撃できるものもある。

### 魚雷
魚雷は、水上艦艇と潜水艦に対して攻撃することができ、打ち放し誘導式である。対潜兵器によって無力化される場合がある。また、旋回やデコイ(潜水艦のみ)などによって回避される可能性がある。

### 対潜水艦グレネードランチャー
潜水艦や魚雷、水上艦艇へ攻撃できる対潜兵器である。一部、潜航中の潜水艦や魚雷への攻撃ができないものや、ミサイル型のものもある。

### ミサイル砲台
ミサイル発射機。基本的に対艦ミサイルや巡航ミサイルであり、水上艦艇や浮上潜水艦に攻撃できる。レーザー誘導式や、無誘導ミサイルも存在する。一部チャフによる影響を受けないレーザー誘導式のミサイルや、航空機に対して攻撃できる艦対空ミサイル、潜航中の潜水艦に対しても攻撃できる対潜ミサイルも存在する。

### 爆弾
攻撃機・ドローン・ヘリコプターなどの航空機に搭載されている。主に対潜爆弾や核爆弾、誘導爆弾などの種類がある。

### 戦闘機
主な武装は機関銃と対空ミサイルである。それらを用いて、対航空機戦などを行う。

### 攻撃機
主な武装は、機関砲とミサイル、爆弾であり、機体によって武装枠の数は変わる。F35、Su-57 などがあり、その場に滞空（ホバリング）することができる機体や、魚雷を投下できる機体も存在する。次期戦闘機 (F-2後継機)（F3）などの計画段階の攻撃機も存在し、レールガンで攻撃することができるものもある。

### ドローン
武装が豊富で耐久が高い。基本的に戦闘機や攻撃機は3機編隊で飛行するが、ドローンは単独出撃である。
X-47 、MQ-9 リーパーなどがある。攻撃機の発展型であり、対空戦も可能である。中には核攻撃も可能な機体がある。

### 爆撃機
空母から発艦する形ではなく、戦場の外から飛来する形で登場する。B-21 、Tu-160 などがあり、大半の爆撃機はミサイル攻撃を行えるが、投下型爆弾を大量に搭載しているものもある。一部の爆撃機は核爆弾を搭載しており、目標に大ダメージと周囲の敵にもダメージを与えることができる。

### ヘリコプター
潜水艦や一部の艦を除いた、ほぼ全ての艦に搭載されている。機関砲やミサイル、爆弾や魚雷などの武装や形状は様々である。

### 無人艇
強襲揚陸艦に搭載できる装備、潜水できるタイプと水上でのみ走れるにタイプが存在し、ドルで購入できるのは一つのみ。基本的にはゲーム内通貨のアートコインやバトルパス報酬などで利用することができる。